# Il codice da un miliardo di dollari
Il codice da un miliardo di dollari (The Billion Dollar Code) è una miniserie televisiva tedesca del 2021 con Björn Freiberg, Seumas F. Sargent e Leonard Scheicher. La serie è stata sviluppata per Netflix, dove è stata mandata in onda la prima volta nell'ottobre 2021, congiuntamente ad un episodio speciale contenente interviste ai personaggi reali, dato che la storia si basa su fatti realmente accaduti.

## Trama
La trama segue due linee temporali interconnesse. Nella Berlino degli anni '90 un gruppo di giovani hacker e studenti d'arte aveva fondato ART+COM, una collaborazione tra artisti e informatici per creare arte all'avanguardia a metà strada tra programmazione informatica e arte digitale. Nel 1991 avevano sviluppato un browser planetario, che nel 1993 fu utilizzato da Joachim Sauter per ottenere finanziamenti da Deutsche Telekom per avviare con successo lo sviluppo di Terravision. Nel film gli inizi di ART+COM sono stati tralasciati e molte delle persone reali e delle parti interessate sono state fuse in un cast più piccolo con l'immaginario Carsten Schlüter come artista principale e Juri Müller come programmatore principale.
La seconda linea temporale ruota attorno alla controversia per violazione di brevetto del 2014 contro Google, secondo cui Terravision è stato utilizzato per sviluppare Google Earth. Il personaggio immaginario Brian Anderson si riferisce a Brian McClendon e Michael T. Jones, che hanno fondato Keyhole Inc, società acquistata da Google nel 2004, per sviluppare un browser planetario.

## Differenze rispetto ai fatti reali
La vera causa, durata fino al 2017, è romanzata e alcune parti sono omesse: il copione riproduce solo parti delle dichiarazioni del tribunale effettive per evitare di entrare in conflitto con Google. Art+Com perse in giudizio e in appello, ma la reale decisione della corte si basò su altri accertamenti.
Al personaggio di Brian Anderson viene chiesta sotto giuramento la sua opinione sul software Terravision e dice: "Ad essere onesti, era fantastico allora ed è fantastico ora". Quando Michael T. Jones testimoniò, disse "Era fantastico allora ed è fantastico ora", ma stava parlando dell'interfaccia a sfera, un mouse 3D. Continuò dicendo: "E mi piaceva molto la palla, in realtà. Ma per quanto riguarda l'effettiva parte informatica, non ne sono rimasto particolarmente colpito".
Il personaggio Brian Anderson è ritratto sotto giuramento quando gli viene posta la domanda "Disse al signor Müller che Google Earth non sarebbe mai stato possibile senza Terravision?" In realtà, a Michael T. Jones non fu mai posta questa domanda.
La serie descrive l'annullamento del brevetto di Art+Com al processo, ma non ritrae la testimonianza di Stephen Lau, un ex dipendente dello Stanford Research Institute ("SRI"), un ente finanziato a livello federale e senza fini di lucro, la cui testimonianza è la causa principale per la nullità del brevetto. Lau testimoniò di aver sviluppato per SRI un'applicazione di visualizzazione della terra chiamata TerraVision e di aver condiviso e discusso il codice con Art+Com. Entrambi i sistemi SRI e Art+Com utilizzavano una piramide di immagini a più risoluzioni per consentire agli utenti di eseguire lo zoom da altitudini maggiori a minori, ed entrambi erano chiamati Terravision. Art+Com accettò di rinominare il proprio prodotto perché successivo a quello di SRI. Poiché Art+Com non incluse il riferimento a TerraVision di SRI come "arte antecedente" nella propria domanda di brevetto, il brevetto di Art+Com fu dichiarato nullo.

## Interpreti e personaggi
- Leonard Scheicher interpreta Carsten Schlüter (giovane)
- Marius Ahrendt interpreta Juri Müller (giovane)
- Mišel Matičević interpreta Juri Müller (adulto)
- Mark Waschke interpreta Carsten Schlüter (adulto)
- Seumas F. Sargent interpreta Eric Spears
- Lukas Loughran interpreta Brian Anderson
- Dan Cade interpreta Matt Boyd
- Thomas Douglas interpreta Ralph
- Michelle Glick interpreta Janet Martinez
- Yuki Iwamoto interpreta Buchou
- Clayton Nemrow interpreta Warren Stuart
- Harry Szovik interpreta Barman
- Christoph Tomanek interpreta Manfred Kurt
- Lavinia Wilson interpreta Lea Hauswirth
- Scott Alexander Young interpreta un partner di Google
- Björn Freiberg interpreta un interprete